# Patti Smith
Patti Smith, właśc. Patricia Lee Smith (ur. 30 grudnia 1946 w Chicago) – amerykańska wokalistka, autorka piosenek i poetka. Zyskała rozgłos swoim debiutanckim albumem Horses. Wniosła do punk rocka intelektualny i poetycki punkt widzenia. Uważa się ją za jedną z najważniejszych kobiet w historii rocka. Nagrywała i koncertowała razem z grupą muzyków, znanych jako Patti Smith Group. W 1978 roku nagrała piosenkę „Because the Night”, którą dostała na taśmie od Bruce’a Springsteena jako odrzut z jego płyty Darkness on the Edge of Town. Piosenka stała się wielkim przebojem – dotarła na 13 miejsce listy singli w USA, a wielu krytyków uznało ją za najlepszy singel roku. W 2005 Smith została odznaczona Orderem Sztuki i Literatury przez francuskiego ministra kultury, a w 2007 została wprowadzona do Rock and Roll Hall of Fame.

## Biografia i kariera

### Wczesne lata
Patti Smith urodziła się 30 grudnia 1946 w Chicago. Jej matka Beverly była wokalistką jazzową, a ojciec Grant pracował w firmie Honeywell. Całe dzieciństwo spędziła w Deptford Township w stanie New Jersey. Wychowywana pod okiem matki w nauce Świadków Jehowy, jako nastolatka odeszła od nauki tego związku wyznaniowego, przez który czuła się ograniczana. Dała temu upust wiele lat później we fragmencie utworu „Gloria”: „Jesus died for somebody’s sins, but not mine” („Jezus umarł za czyjeś grzechy, ale nie moje”). Patti ukończyła Deptford Township High School (średnia szkoła) w 1964 roku, po czym znajdując się w nie najlepszej sytuacji materialnej poszła do pracy w fabryce samochodów.

### 1967–1973: Nowy Jork
W 1966 rozpoczęła naukę w Glassboro State Teachers College (obecnie Rowan University), którą przerwała po kilku miesiącach i następnie wyjechała do Nowego Jorku. Tam zaczęła od pracy w księgarni, gdzie poznała fotografa Roberta Mapplethorpe’a, który w późniejszym czasie był autorem okładek jej płyt. W 1969 razem z siostrą Lindą wyjechała do Paryża, gdzie występowała w ulicznej trupie teatralnej (busking, performance). Po powrocie do Nowego Jorku zamieszkała z Mapplethorpe’em w hotelu Chelsea i stała się częstą bywalczynią klubów: Max's Kansas City oraz CBGB.
W tym okresie zaczęła tworzyć swoje pierwsze wiersze, które na początku lat 70. już jako członek St. Mark's Poetry Project (grupa poetów eksperymentujących) publicznie recytowała (w klubie St. Mark Place w East Village), przy akompaniamencie gitarzysty Lenny’ego Kaye’a. Pierwsze jej publikacje ukazywały się w miesięcznikach „Creem” i „Rolling Stone”, w których zajmowała się przez jakiś czas pisywaniem recenzji płyt. W 1971 nawiązała współpracę z Samem Shepardem przy tworzeniu sztuki „Cowboy Mouth”. W następnych latach ukazały się jej dwa tomiki wierszy: debiutancki „Seventh Heaven” (1972) oraz „Witt” (1973). W tym czasie związała się z Allenem Lanierem – wówczas muzykiem zespołu Blue Öyster Cult.

### 1974–1980: Patti Smith Group
W 1974 Smith powróciła do działalności scenicznej – oprócz Kaye’a zespół zaczęli tworzyć: basista Ivan Kral (uchodźca z Czechosłowacji, który opuścił swój kraj po upadku Dubčeka w 1968), perkusista Jay Dee Daugherty oraz pianista Richard Sohl. W tym samym roku, przy pomocy finansowej Mapplethorpe’a Patti ze swoim zespołem (Patti Smith Group) nagrała pierwszego singla „Piss Factory”.
W 1975 muzycy dzięki Clive’owi Davisowi podpisali kontrakt z firmą Arista Records i wkrótce ukazał się debiutancki album Horses wyprodukowany przez Johna Cale’a. Płyta stanowi połączenie wczesnego punkrocka (proto-punk) z poezją i rozpoczyna się utworem „Gloria” autorstwa Van Morrisona. Zespół w tym czasie objeździł z koncertami USA i Europę. W 1976 został wypuszczony na rynek następny album: Radio Ethiopia. Płyta otrzymała słabe recenzje w stosunku do swojej poprzedniczki, ale mimo to kilka utworów przetrwało próbę czasu, które Smith do dziś wykonuje regularnie na koncertach. 23 stycznia 1977 podczas koncertu w Tampie (Floryda) Patti spadła ze sceny i uszkodziła sobie kręgi szyjne. Okres rekonwalescencji spędziła na pisaniu nowych wierszy (wydanych w tomiku „Babel” w 1978) oraz kolejnych piosenek. W końcu lat 70. wraz z zespołem nagrała jeszcze dwie płyty: Easter (1978), która osiągnęła dość duży sukces komercyjny, głównie za sprawą pochodzącego z niej singla „Because the Night” (utwór napisany przez Smith do spółki z Bruce’em Springsteenem), oraz Wave (1979) – mniej udany, chociaż piosenki „Frederick” i „Dancing Barefoot” cieszyły się sporym powodzeniem.

### 1980–1995: Małżeństwo
Zanim album Wave ukazał się na rynku, w życiu Patti Smith zaszły zmiany: rozstała się ze swoim długoletnim partnerem Allenem Lanierem i związała się z byłym gitarzystą zespołu MC5 Fredem Smithem, który był wielbicielem jej twórczości („Frederick” i „Dancing Barefoot” były piosenkami poświęconymi jemu). W tamtym czasie żartowano sobie ze Smith, że poślubiła Freda (1980), aby nie zmieniać nazwiska. W 1980 miał miejsce ostatni koncert zespołu, a Patti rozstała się ze sceną na długie lata. Zamieszkała z mężem w St. Clair Shores (Michigan). W 1982 urodziła syna Jacksona (Jackson w latach 2009–2013 był mężem Meg White), a pięć lat później córkę Jesse. W 1988 wraz z Fredem, Jayem Daughertym i Richardem Sohlem nagrała album Dream of Life, która ukazała się w czerwcu tego samego roku, przy czym temu wydarzeniu nie towarzyszyła żadna promocja. W następnych latach przeżyła wiele tragedii osobistych: w 1989 umarł na AIDS Robert Mapplethorpe (długoletni przyjaciel), rok później na atak serca Richard Sohl, 4 listopada 1994 z tej samej przyczyny zmarł Fred Smith, a niedługo później także jej brat Todd. W obliczu tych zdarzeń za namową Michaela Stipe’a (R.E.M.) oraz Allena Ginsberga, zdecydowała się powrócić na scenę. Kiedy Jackson skończył 14 lat, powróciła do Nowego Jorku.

### 1996–2003:Gone Again,Peace and Noise,Gung Ho
W 1996 z Kayem, Daughertym i innymi muzykami (m.in. Tom Verlaine i John Cale) nagrała płytę Gone Again, zawierającą m.in. utwór „About a Boy” – poświęcony Kurtowi Cobainowi, którego była fanką. W tym samym roku wzięła udział w nagraniach R.E.M. śpiewając razem ze Stipe’em w piosence „E–Bow the Letter”.
Po Gone Again w następnych latach zarejestrowała z zespołem dwie kolejne płyty: Peace and Noise (z singlem „1959” – o inwazji chińskiej na Tybet) w 1997 i Gung Ho w 2000. Piosenki: „1959” i „Glitter in Their Eyes” zostały nominowane do nagrody Grammy w kategorii Best Female Rock Vocal Performance. W 2002 ukazała się dwupłytowa kompilacja Land (1975–2002) (dedykowana Richardowi Sohlowi), zawierająca m.in. piosenki znane z singli oraz kompozycję Prince’a „When Doves Cry”.

### 2004–obecnie
27 kwietnia 2004 został wydany album Trampin’, który Smith poświęciła swojej matce zmarłej dwa lata wcześniej. 25 czerwca 2005 na festiwalu „Meltdown” w Londynie razem z zespołem (m.in. z Tomem Verlaine’em) wykonała wszystkie utwory z płyty Horses, które następnie zostały wydane na dwupłytowym albumie Horses/Horses. 10 lipca została odznaczona orderem „Ordre des Arts et des Lettres” przez francuskie Ministerstwo Kultury, a w sierpniu wygłosiła wykład dotyczący twórczości Arthura Rimbauda i Williama Blake’a. 15 października 2006 zagrała 3,5-godzinny koncert w nowojorskim klubie CBGB, odczytując na końcu nazwiska muzyków i innych osób związanych ze sceną punkrockową, którzy umarli w poprzednich latach (był to pożegnalny koncert z klubem CBGB, który po 33 latach istnienia został zlikwidowany).
12 marca 2007 została przyjęta do Rock and Roll Hall of Fame. Między 28 marca a 22 czerwca 2008 w Fondation Cartier pour l'Art Contemporain w Paryżu zorganizowano wystawę jej prac (art exhibition) pt. „Land 250” wykonanych przez nią w latach 1967–2007. W lipcu został wydany album pt. The Coral Sea, który Smith nagrała na żywo z Kevinem Shieldsem. W tym samym roku otrzymała honorowy doktorat za wkład w kulturę, a także stała się główna bohaterką dokumentalnego filmu „Patti Smith: Dream of Life”.
W 2011 ukazał się album Outside Society, będący składanką osiemnastu największych przebojów artystki z całej kariery muzycznej. Do każdej z wybranych przez siebie piosenek Patti napisała krótki komentarz.
W Polsce występowała pięciokrotnie: w Warszawie (2002 oraz 2014), Poznaniu (2007), Katowicach (2015) i w Strzelinku / Dolina Charlotty na 11. Festiwalu Legend Rocka (2017).

## Działalność pozamuzyczna
Patti Smith była zwolenniczką Partii Zielonych i poparła w wyborach prezydenckich w 2000 roku Ralpha Nadera.
Brała udział w pierwszym proteście zorganizowanym przez Louisa Posnera (12 września 2002) przeciwko wojnie z Irakiem (w trakcie rozmów prezydenta George’a W. Busha ze Zgromadzeniem Ogólnym ONZ).
W 2003 napisała piosenkę „Peaceable Kingdom”, którą poświęciła Rachel Corrie (1979–2003) – 24-letniej Amerykance związanej z Międzynarodowym Ruchem Solidarności (ISM), która zginęła w Strefie Gazy zabita przez spychacz obsługiwany przez żołnierzy Sił Obronnych Izraela (IDF).
Zimą 2004/2005 Smith znów podróżowała z Naderem, biorąc udział w zjazdach wzywających do krytyki stanowiska Busha wobec Iraku.
We wrześniu 2006 w Londynie miały premierę dwie nowe piosenki Smith („Qana” i „Without Chains”), które Louise Jury z dziennika „The Independent” scharakteryzowała jako „emocjonalny akt oskarżenia skierowany przeciwko amerykańskiej i izraelskiej polityce zagranicznej”. Utwór „Qana” dotyczy powietrznych ataków sił izraelskich na libańską wioskę Qana, natomiast „Without Chains” jest o Muracie Kurnazie (obywatel niemiecki pochodzenia tureckiego), który przez pięć lat (2001–2006) był niesłusznie więziony w Guantanamo.
W swoim artykule Louise Jury zacytowała wypowiedź Smith:
„Napisałam obie piosenki w bezpośredniej reakcji na te zdarzenia, ponieważ czułam się oburzona. To jest niesprawiedliwość wobec dzieci, wobec młodych mężczyzn i kobiet, którzy są więzieni. Jestem Amerykanką, muszę płacić podatki w swoim imieniu, a oni (rząd USA) dają miliony dolarów takim krajom jak Izrael na bomby kasetowe i inne technologie obronne, które zostały użyte na mieszkańców Qany. To jest straszne. To jest naruszenie praw człowieka”.
W marcu 2008 nakładem wydawnictwa Palgrave Macmillan ukazała się książka Kurnaza „Five Years of My Life” („Pięć lat mojego życia”) do której Smith napisała krótki wstęp. W tym samym roku w wyborach prezydenckich poparła Baracka Obamę.
W 2010 ukazała się książka Patti pt. Just Kids, będąca autobiograficznym wspomnieniem na temat przyjaźni z Robertem Mapplethorpem. Otrzymała ona amerykańską nagrodę książkową National Book Award, była też finalistką wielu innych nagród literackich (m.in. Los Angeles Times Book Prize oraz National Book Critics Circle Award) i przez 37 tygodni utrzymywała się na liście bestsellerów New York Timesa. Obecnie przygotowywana jest jej ekranizacja, do której scenariusz pisze sama Patti Smith, wspólnie z dramaturgiem Johnem Loganem (autorem scenariuszy m.in. Gladiatora Ridleya Scotta i Aviatora Martina Scorsese).

## Stali muzycy zespołu
- Lenny Kaye – gitara (1971–1980, 1988, 1996–obecnie)
- Richard Sohl – instrumenty klawisze (1974–1977, 1979–1980, 1988)
- Jay Dee Daugherty – perkusja (1974–1980, 1988, 1996–obecnie)
- Ivan Kral – gitara basowa (1974–1980)
- Bruce Brody – instrumenty klawiszowe (1978)
- Fred „Sonic” Smith – gitara (1988)
- Tony Shanahan – gitara basowa (1996–obecnie)
- Olivier Ray – gitara (1996–2006)
- Jackson Smith – gitara (2006–obecnie)

## Dyskografia
Albumy studyjne
- Horses (1975)
- Radio Ethiopia (1976)
- Easter (1978)
- Wave (1979)
- Dream of Life (1988)
- Gone Again (1996)
- Peace and Noise (1997)
- Gung Ho (2000)
- Trampin’ (2004)
- Twelve (2007)
- Banga (2012)

## Dorobek pisarski
- Seventh Heaven (1972)
- Witt (1973)
- Ha! Ha! Houdini! (1977)
- Babel (1978)
- Woolgathering (1992)
- Early Work (1994)
- The Coral Sea (1996)
- Patti Smith Complete (1998)
- Strange Messenger (2003)
- Auguries of Innocence (2005)
- Land 250 (2008)
- Trois (2008)
- Just Kids (2010)
- M-Train (2016)